# Heshan, Yiyang
Heshan är ett stadsdistrikt och säte för stadsfullmäktige i Yiyangs stad på prefekturnivå i Hunan-provinsen i södra Kina. Det ligger omkring 67 kilometer nordväst om provinshuvudstaden Changsha. 